# Asu, Supa
Asu là một làng thuộc tehsil Supa, huyện Uttara Kannada, bang Karnataka, Ấn Độ.